# 太原張氏
太原張氏（テウォンジャンし、たいげんちょうし、朝鮮語: 태원장씨）は、朝鮮氏族の一つ。本貫は中華人民共和国山西省太原市である。2015年の調査では、13人である。
始祖は、李氏朝鮮の明宗21年に文科に及第、居昌県監・宗廟令を務めた張福謹の子の張文翰である。
太原張氏は、中国の隴西張氏と同じ根源である。しかし、太原張氏がいつごろ朝鮮へ渡来したのかは詳細な史料がなく、はっきりしない。